# Comuna Dudciîne, Kahovka
Dudciîne (în ucraineană Дудчине) este o comună în raionul Kahovka, regiunea Herson, Ucraina, formată din satele Dudciîne (reședința), Liubîmo-Mariivka și Liubîmo-Pavlivka.

## Demografie
Componența lingvistică a comunei Dudciîne
     Ucraineană (92,7%)
     Rusă (6,09%)
     Alte limbi (0,23%)
Conform recensământului din 2001, majoritatea populației comunei Dudciîne era vorbitoare de ucraineană (92,7%), existând în minoritate și vorbitori de rusă (6,09%).